# Borussia VfB Neunkirchen
Borussia VfB Neunkirchen is een Duitse voetbalclub uit Neunkirchen, Saarland. Borussia VfB Neunkirchen speelt in het Ellenfeldstadion en de club speelde van 1912 tot 1963 onafgebroken in de hoogste klassen van het Duitse voetbal. In het seizoen 2017/2018 komt de club uit in de Saarlandliga, het zesde voetbalniveau van Duitsland.

## Geschiedenis
In 1905 werd FC 1905 Borussia opgericht. Twee jaar later fuseerde de club met SC Neunkirchen en Freie Turn- und Spielvereinigung am Realgymnasium zu Neunkirchen tot Borussia VfB Neunkirchen.
In 1912 promoveerde de club voor het eerst naar de hoogste klasse en eindigde twee seizoenen in de lagere middenmoot van de Westkreiscompetitie. Na de Eerste Wereldoorlog ging de club in de nieuwe Saarcompetitie spelen, waar ze meteen vicekampioen werden achter SC Saar 05 Saarbrücken. Het volgende seizoen werd de club kampioen en plaatste zich voor de Zuid-Duitse eindronde en werd daar tweede in zijn groep. Na dit seizoen werd de competitie ondergebracht in de Rijnhessen-Saarcompetitie, die eerst uit vier reeksen bestond en over twee jaar teruggebracht werd naar één reeks. De club werd groespwinnaar en versloeg ook andere Saarkampioen Saar 05 en won ook de finale tegen SV Wiesbaden 1899. In de eindronde versloeg Neunkirchen Sportfreunde Stuttgart en verloor in de finale van FC Wacker München. In 1922/23 stond de club opnieuw tegenover Wiesbaden en had nu drie wedstrijden nodig om de titel binnen te halen. In de groepsfase van de eindronde werd de club derde op vijf clubs. Het volgende jaar bestond er nog één reeks en Borussia werd nu kampioen met elf punten voorsprong op de nummer twee, alweer Wiesbaden. In de eindronde werd het laatste. Hierna eindigde de club drie jaar in de lagere middenmoot, net boven de degradatiezone.
Na de herinvoering van de Saarcompetitie ging het terug beter met de club en ze werden vicekampioen achter FV 03 Saarbrücken. In 1928/29 werd een nieuwe titel behaald. Beide keren plaatste de club zich voor de eindronde en werd telkens laatste. De volgende twee seizoenen eindigde de club in de subtop en miste de eindronde telkens via play-offs. Na een minder seizoen werd de club nog derde in 1932/33. Hierdoor plaatste de club zich voor de nieuwe Gauliga Südwest, die door het Derde Rijk werd ingevoerd als nieuwe hoogste klasse.
Na een paar seizoenen in de betere middenmoot werd de club in 1937/38 vicekampioen na Eintracht Frankfurt. Twee jaar later werd de competitie gesplitst in twee reeksen vanwege het uitbreken van de Tweede Wereldoorlog. Neunkirchen eindigde samen met 1. FC Kaiserslautern op de eerste plaats en verloor de wedstrijd om de groepswinst. De rest van de Gauligaseizoenen eindigde de club in de middenmoot.
Na de oorlog werden alle Duitse clubs ontbonden. De club werd heropgericht als VfB Neunkirchen en ging in de nieuwe Oberliga Südwest spelen, waar ze meteen derde werden. Twee jaar later werden ze vierde en trok zich daarna net als alle andere clubs uit Saarland terug uit de competitie. Frankrijk probeerde om Saarland onafhankelijk te maken en Neunkirchen ging nu in de Ehrenliga Saarland spelen waar ze de titel wonnen in 1949. Ze deden een aanvraag om in de Franse tweede klasse te spelen, maar dit werd hen geweigerd. In 1950 was de club medegastheer van de tweede editie van de Internationale Saarlandbeker. Deze werd echter afgebroken omdat Saarland zich terug bij Duitsland aansloot en de club in de Oberliga Südwest ging spelen. Na een aantal jaren middenmoot werd de club in 1957/58 derde en een jaar later zelfs tweede waardoor ze zich plaatsten voor de eindronde om de landstitel. Ze werden daar meteen uitgeschakeld door Werder Bremen. Ook het volgende seizoen werd de club vicekampioen en plaatste zich nu voor de groepsfase van de eindronde. In een groep met Hamburger SV, Karlsruher SC en Westfalia Herne werd de club derde. Na een derde opeenvolgende vicetitel in 1960/61 werd Borussia door Eintracht Frankfurt uitgeschakeld in de eindronde. Het volgende jaar volgde eindelijk de titel. In de eindronde stond de club in een groep tegenover 1. FC Nürnberg, Tasmania 1900 Berlin en FC Schalke 04 en verloor alle wedstrijden. In het laatste Oberligaseizoen werd Borussia vicekampioen achter Kaiserslautern en plaatste zich zo ook voor de laatste eindronde. In een groep met Borussia Dortmund, TSV 1860 München en Hamburger SV werd de club nu derde.
In 1963 werd de Bundesliga ingevoerd als nieuwe hoogste klasse voor heel het land. Omdat de competitie zwakker werd bevonden dan andere Oberliga's mochten slechts twee clubs deelnemen. Kampioen Kaiserslautern kwalificeerde zich, maar de tweede club was 1. FC Saarbrücken dat slechtst vijfde geëindigd was. Dit stuitte op hevig verzet bij Neunkirchen en FK Pirmasens, die de afgelopen jaren goede resultaten behaalden.
De club moest nu in de nieuwe Regionalliga spelen en werd meteen kampioen. Ze namen deel aan de eindronde en slaagden erin te promoveren. De club deed het vrij goed in het eerste jaar en werd tiende. De meeste spelers kwamen uit de buurt van Neunkirchen of omgeving Saarland waardoor er ook veel supporters voor de club waren. In het tweede seizoen volgde een degradatie nadat ongeveer de helft van het team naar andere clubs trok. Borussia kon wel meteen terug de titel pakken in de Regionalliga en terugkeren naar de Bundesliga, maar werd zeventiende en degradeerde nu definitief van het hoogste niveau.
In de Regionalliga draaide de club nog bovenaan mee en werd in 1970, 1971 en 1974 nog kampioen maar kon geen promotie meer afdwingen. Bij de invoering van de 2. Bundesliga in 1974 liep het mis en de club eindigde in het eerste seizoen op een degradatieplaats. In de Amateurliga Saarland werd de club drie keer op rij kampioen en kon pas in 1978 promotie afdwingen. De club degradeerde meteen weer en kon ook nu meteen terugkeren maar ook bij de tweede poging kon het behoud niet verzekerd worden. Hierna volgde een aantal jaren in de middenmoot van de Oberliga. In 1991 werd de club nog kampioen maar kon niet promoveren.
In 1994 werd de Regionalliga heringevoerd, nu als derde klasse. Met een vierde plaats kwalificeerde Borussia zich probleemlos maar degradeerde na twee jaar zodat ze voor het eerst in de vierde klasse belandden. Na een titel in 2002 promoveerde de club nog maar degradeerde na één seizoen. In 2005 werd de club kampioen maar weigerde een promotie wegens financiële problemen. Door de invoering van de 3. Liga werd de Oberliga in 2008 nog maar de vijfde klasse. In 2017 degradeerde de club na dertien jaar uit de Oberliga.

## Erelijst
Kampioen Rijnhessen-Saar
1922, 1923, 1924
Kampioen Saar
1921, 1929
Oberliga Südwest
1962